# Arbetarbladet
Arbetarbladet är en sjudagars morgontidning som sedan 1902 ges ut i Gävle samt närliggande kommuner. Målgruppen är läsare i Gästrikland och Norduppland. Ledarsidan är socialdemokratisk. Tidningen ingår i Bonnier News Local som i sin tur är en del av Bonnierkoncernen, och delar av det redaktionella materialet är detsamma som i Gefle Dagblad. Sportsidorna produceras av en gemensam sportredaktion. 
Arbetarbladet är andratidning i Gävle och mottar presstöd för att finansiera utgivningen.

## Historia
Tidningen startade 1901 som månadstidning, med namnet Gefle Arbetarblad. 1902 antogs namnet Arbetarbladet och kom ut som veckotidning, senare varannan dag och 1905 som daglig eftermiddagstidning.
I september 2023 meddelade tidningen att man planerade att flytta huvudredaktionen från Gävle till Sandviken.

## Kontroverser
Under valåret 2014 väckte Arbetarbladet debatt när de på nyhetsplats började omnämna Sverigedemokraterna som "rasistiska Sverigedemokraterna". Dåvarande chefredaktören Daniel Nordström försvarade benämningen med att Sverigedemokraterna är ett parti med rötter i rörelsen Bevara Sverige Svenskt. Trots försök att tvätta bort historien visar texter av partiets företrädare att partiet i grunden står för samma åsikter som när det startade, menade Nordström.